# Jestřebice (Bernartice)
Jestřebice jsou vesnice, část městyse Bernartice v okrese Písek v Jihočeském kraji. Nachází se asi dva kilometry severně od Bernartic. Jestřebice leží v katastrálním území Jestřebice o výměře 4,05 km².

## Historie
V 13. století byla ves majetkem pražského arcibiskupství v Týně nad Vltavou. Ves je uvedena v soupise majetku vltavotýnského panství, který byl zhotovený v roce 1379 na popud arcibiskupa Jana Očka z Vlašimi. Po husitských válkách byla ves v držení Oldřicha z Rožmberka, pak v držení rodu Čábelických. Roku 1601 byla ves společně s ostatním majetkem postoupena k městu Týn nad Vltavou.
Sbor dobrovolných hasičů byl v obci založený roku 1909.

## Obyvatelstvo
| Rok            | 1869 | 1880 | 1890 | 1900 | 1910 | 1921 | 1930 | 1950 | 1961 | 1970 | 1980 | 1991 | 2001 | 2011 | 2021 |
| -------------- | ---- | ---- | ---- | ---- | ---- | ---- | ---- | ---- | ---- | ---- | ---- | ---- | ---- | ---- | ---- |
| Počet obyvatel | 321  | 318  | 305  | 306  | 358  | 362  | 282  | 217  | 192  | 178  | 139  | 102  | 82   | 82   | 85   |
| Počet domů     | 56   | 57   | 57   | 57   | 57   | 58   | 60   | 62   | 53   | 54   | 45   | 36   | 57   | 59   | 58   |

## Obecní správa
Při sčítání lidu v letech 1850–1960 Jestřebice byly samostatnou obcí v okrese Milevsko. V letech 1961–1987 byly částí obce Zběšičky v okrese Písek. Od 1. ledna 1988 jsou částí městyse Bernartice v okrese Písek. Poté se Zběšičky opět osamostatnily, ale Jestřebice již zůstaly součástí Bernartic.

## Pamětihodnosti
- Kaple na návsi ve vsi je zasvěcená Nejsvětější Trojici. Je ze druhé poloviny 18. století.[8]
- Výklenková kaple se nachází severním směrem nad vesnicí. Kaple je zasvěcená svatému Janu Nepomuckému. Je z první poloviny 18. století.[9]
- U silnice ve směru na Bernartice se vlevo nalézají dva kovové kříže na kamenném podstavci.[10] Vročení jednoho z křížů: 1898.[10]

## Zajímavosti
Severním směrem od Jestřebic na místě, kde se říká Na kupě, se nachází rozhledna.

## Galerie

Jestřebice
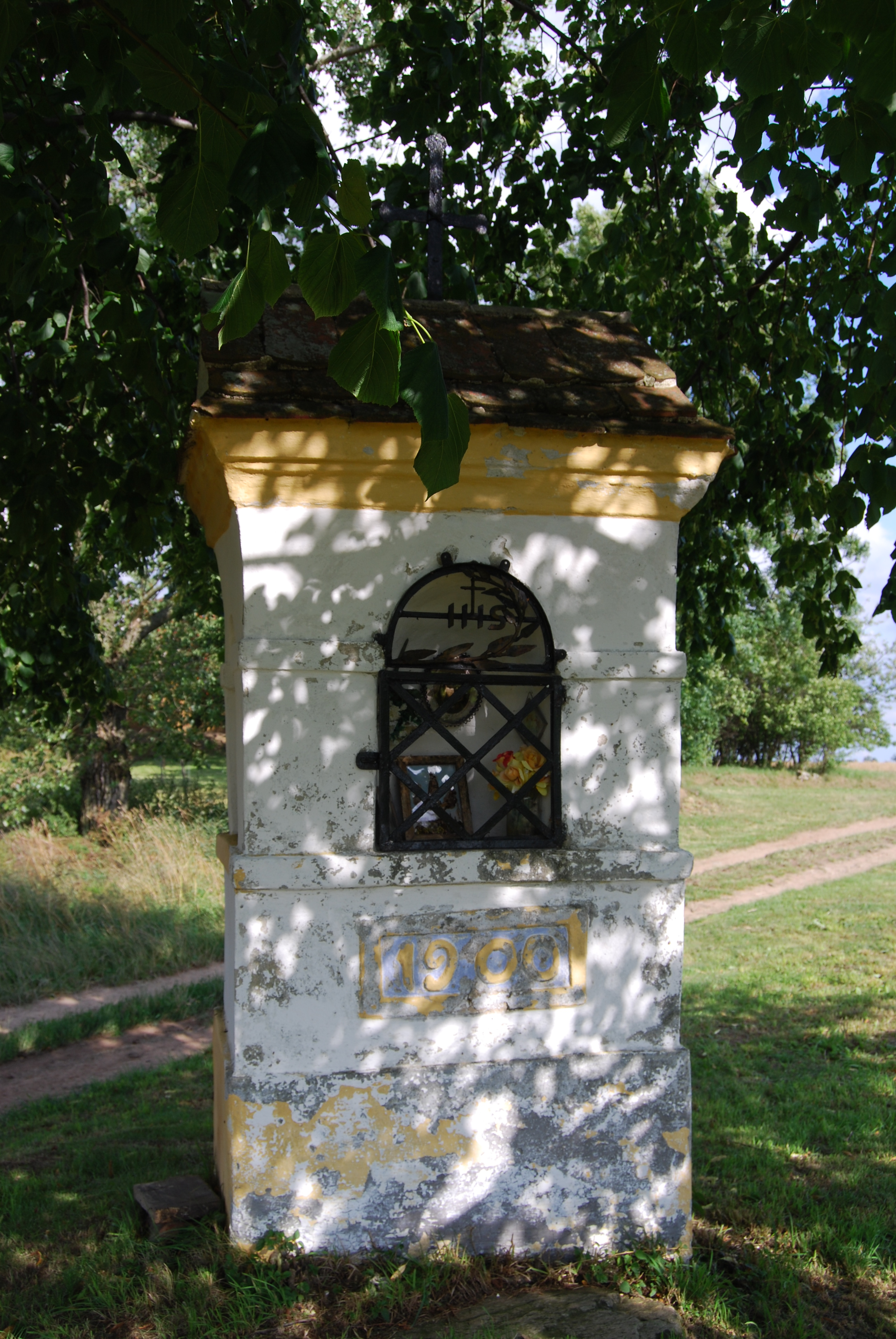
Výklenková kaple
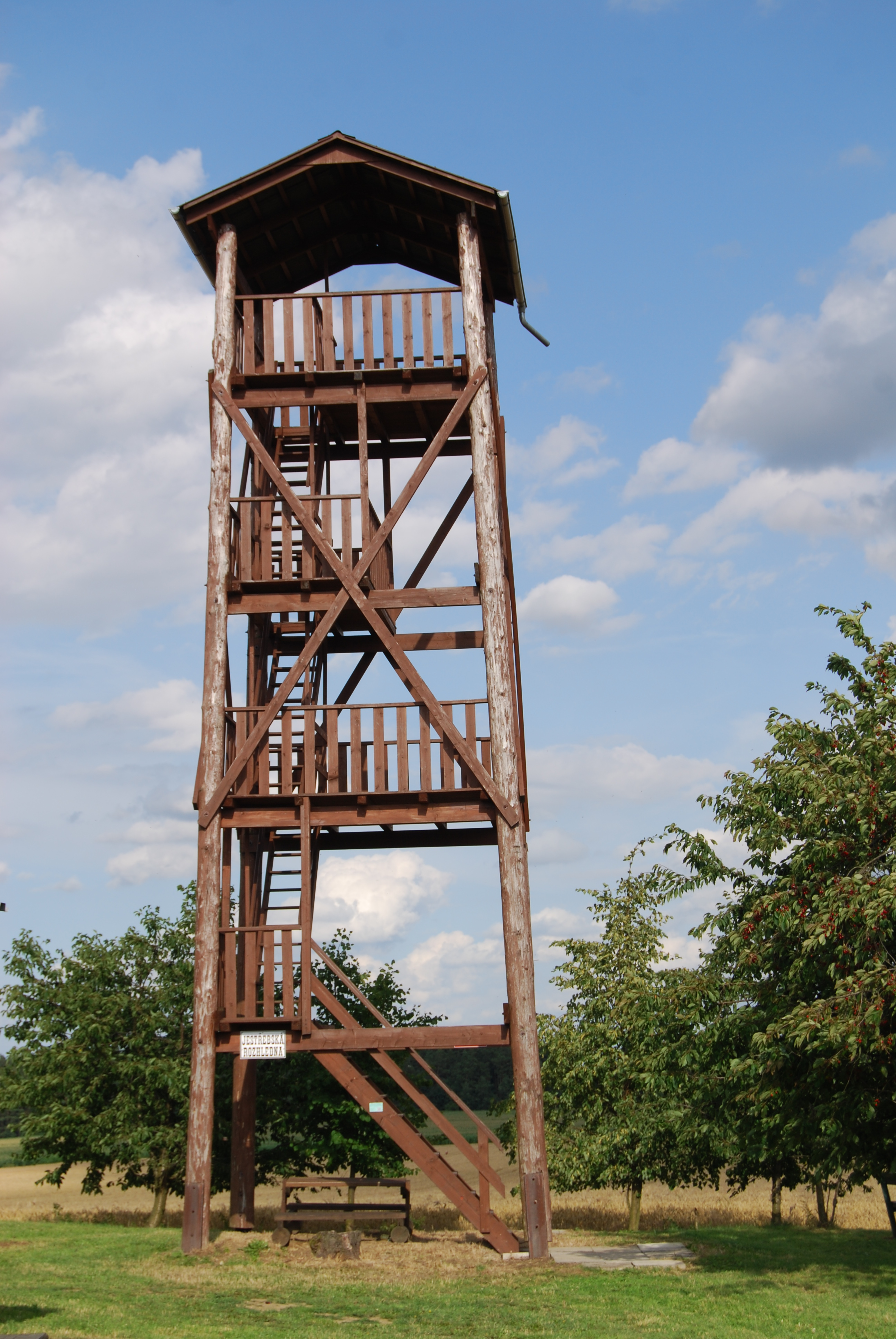
Jestřebská rozhledna
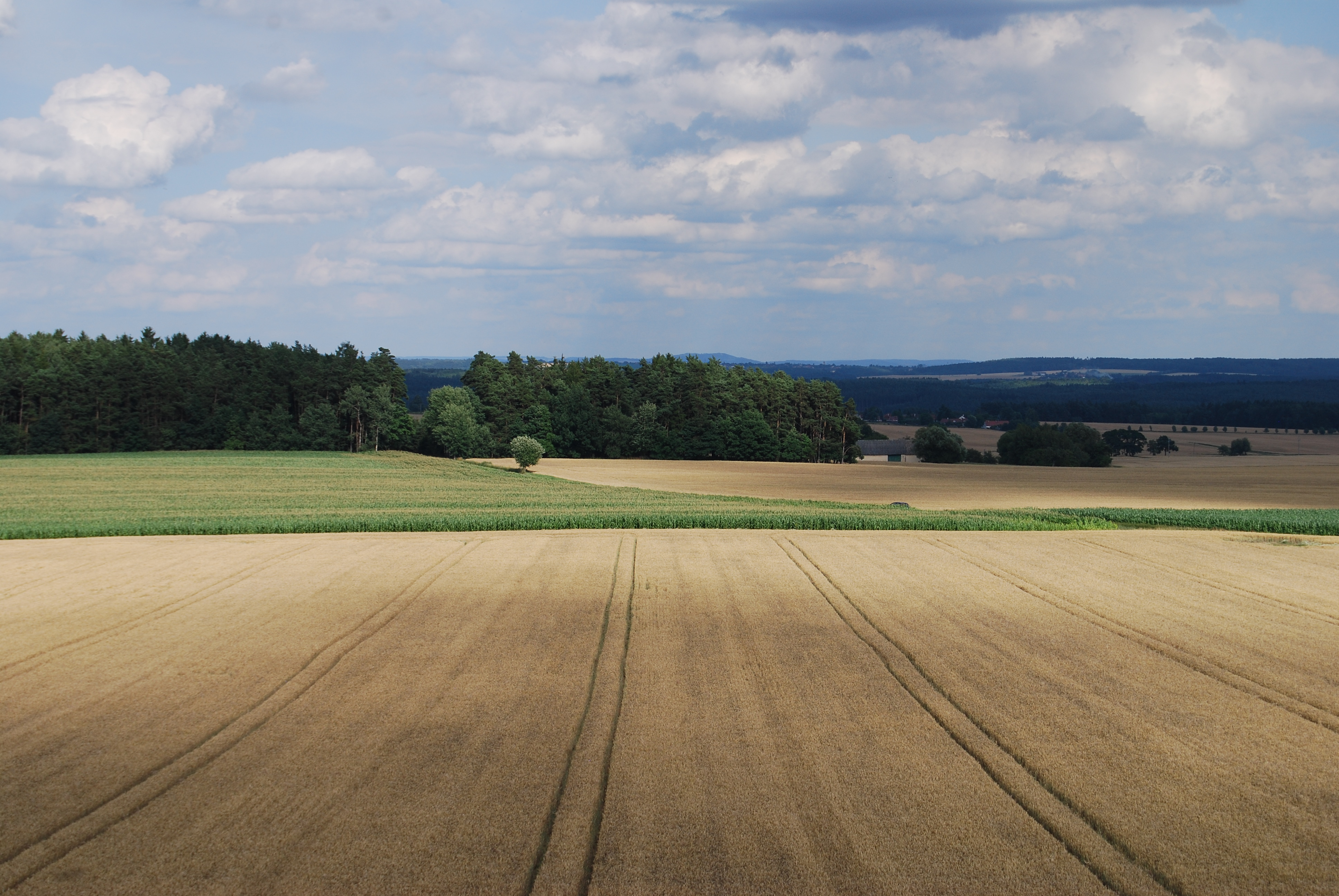
Pohled na okolí z rozhledny
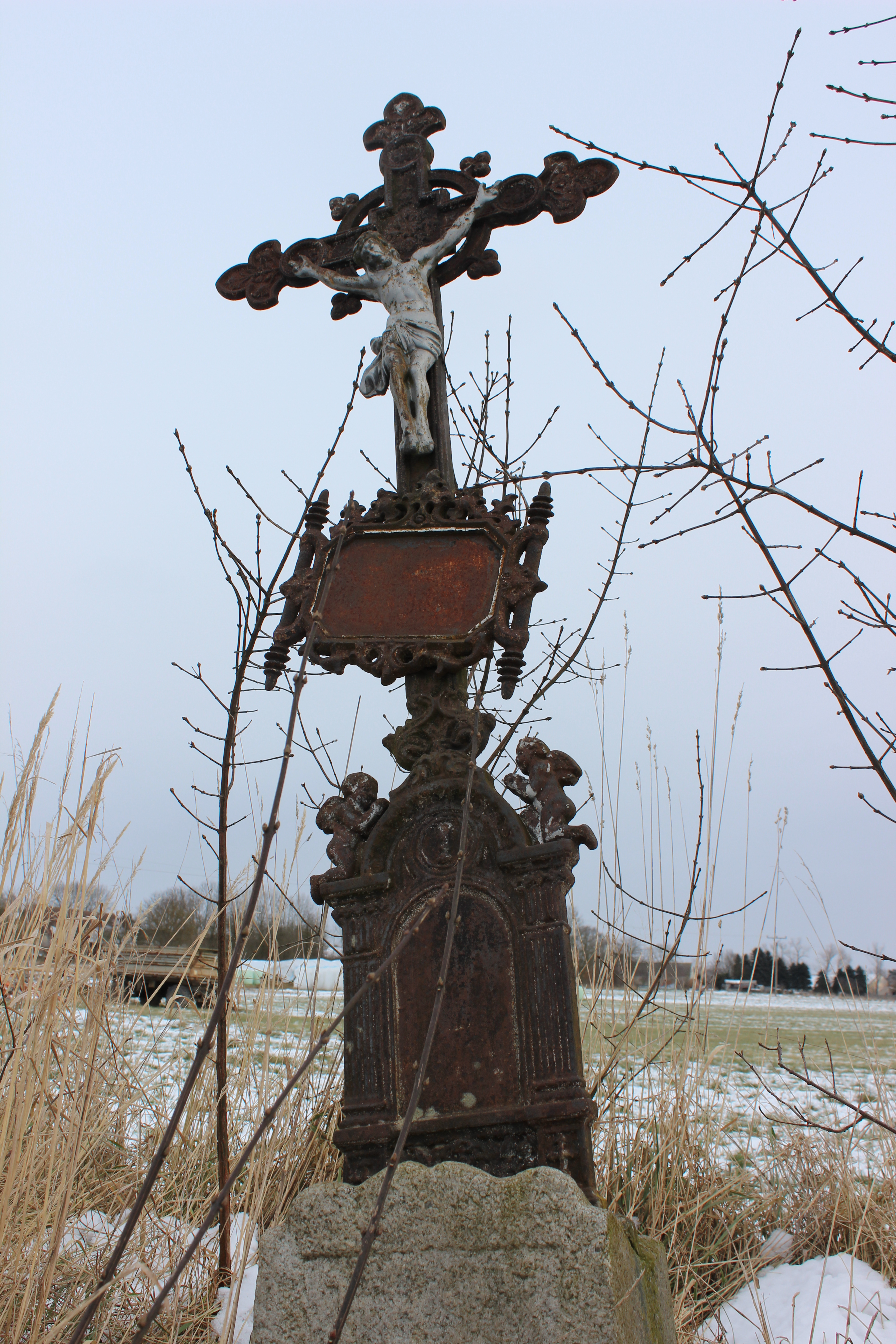
Křížek
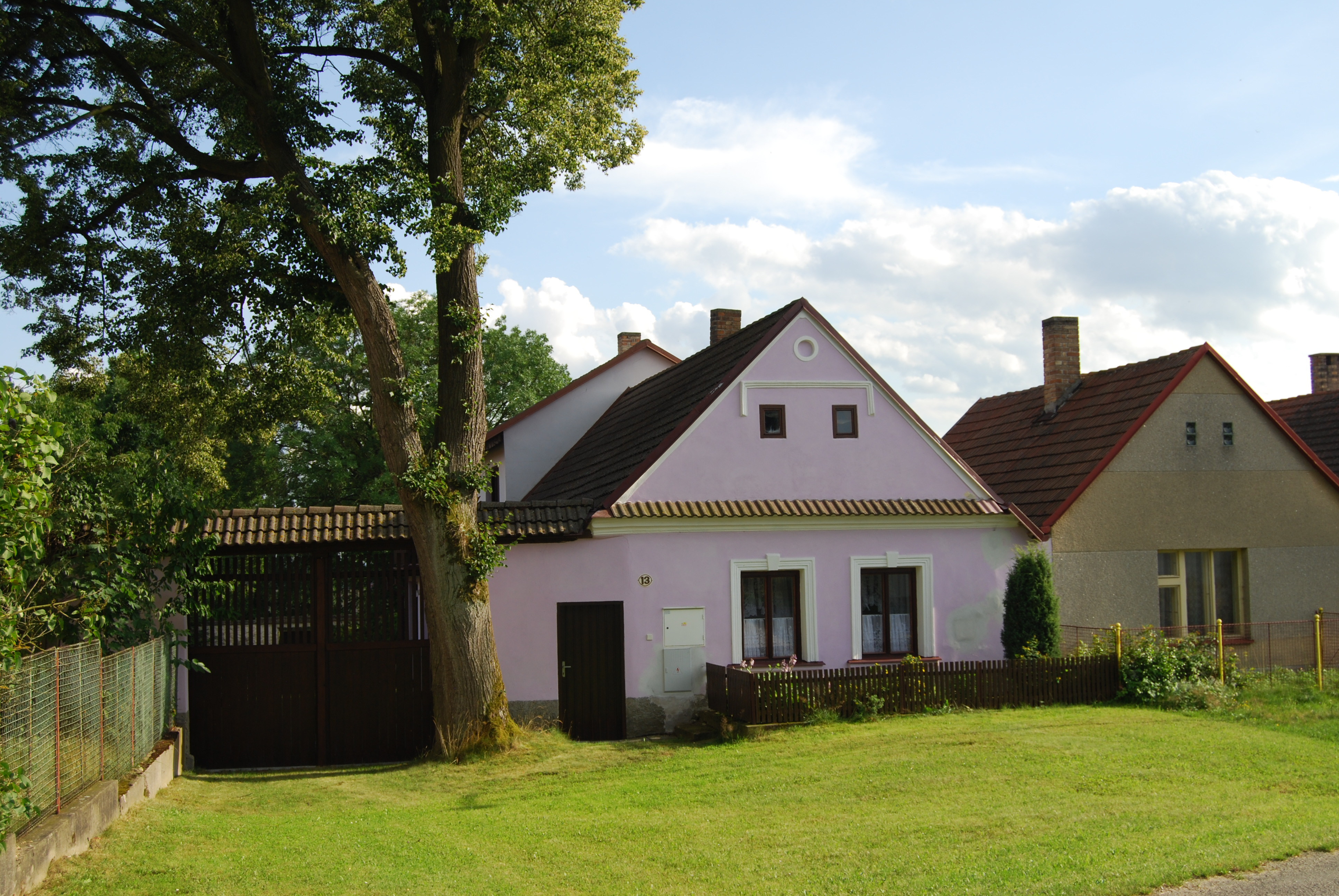
Jestřebická stavení
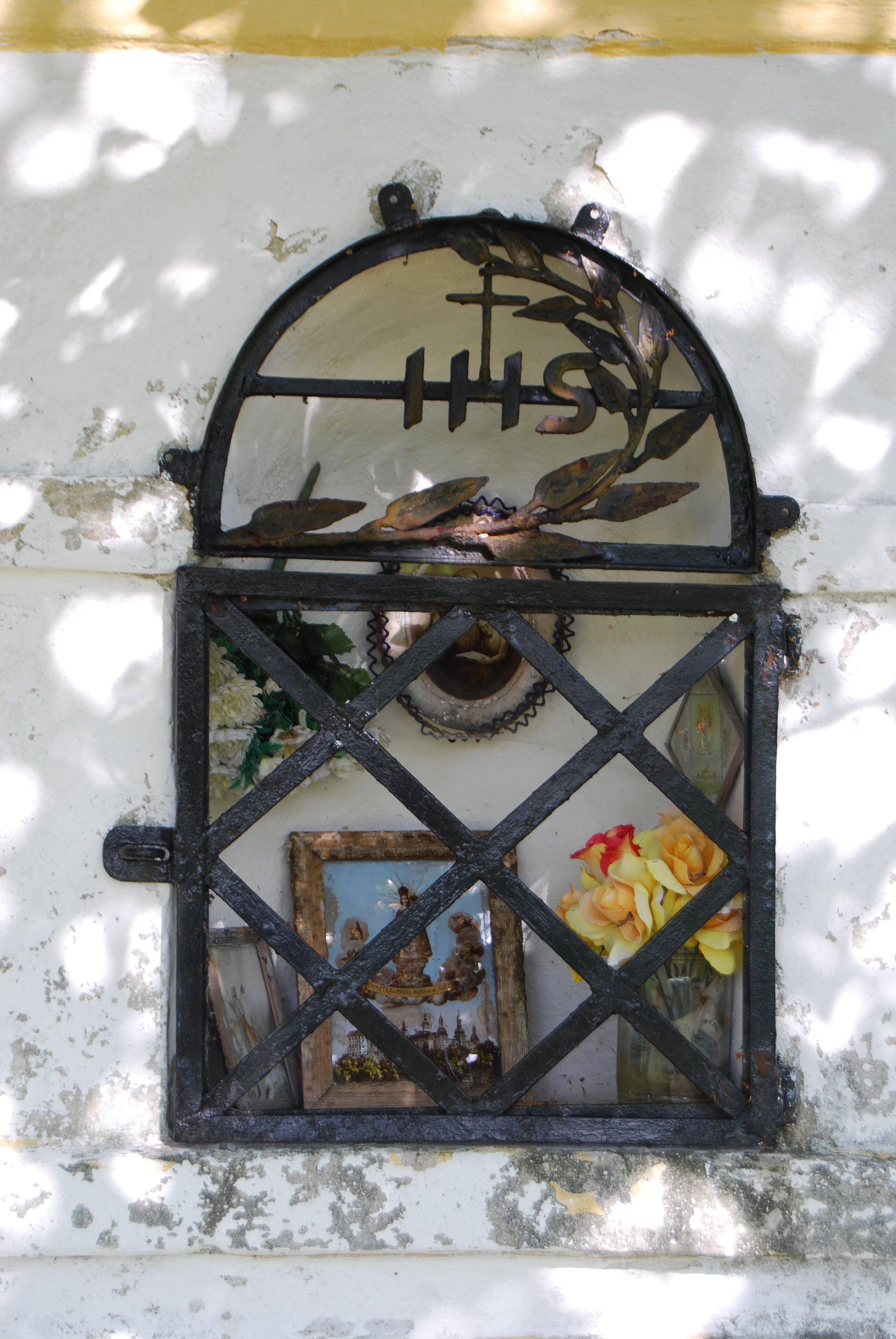
Výklenek kapličky
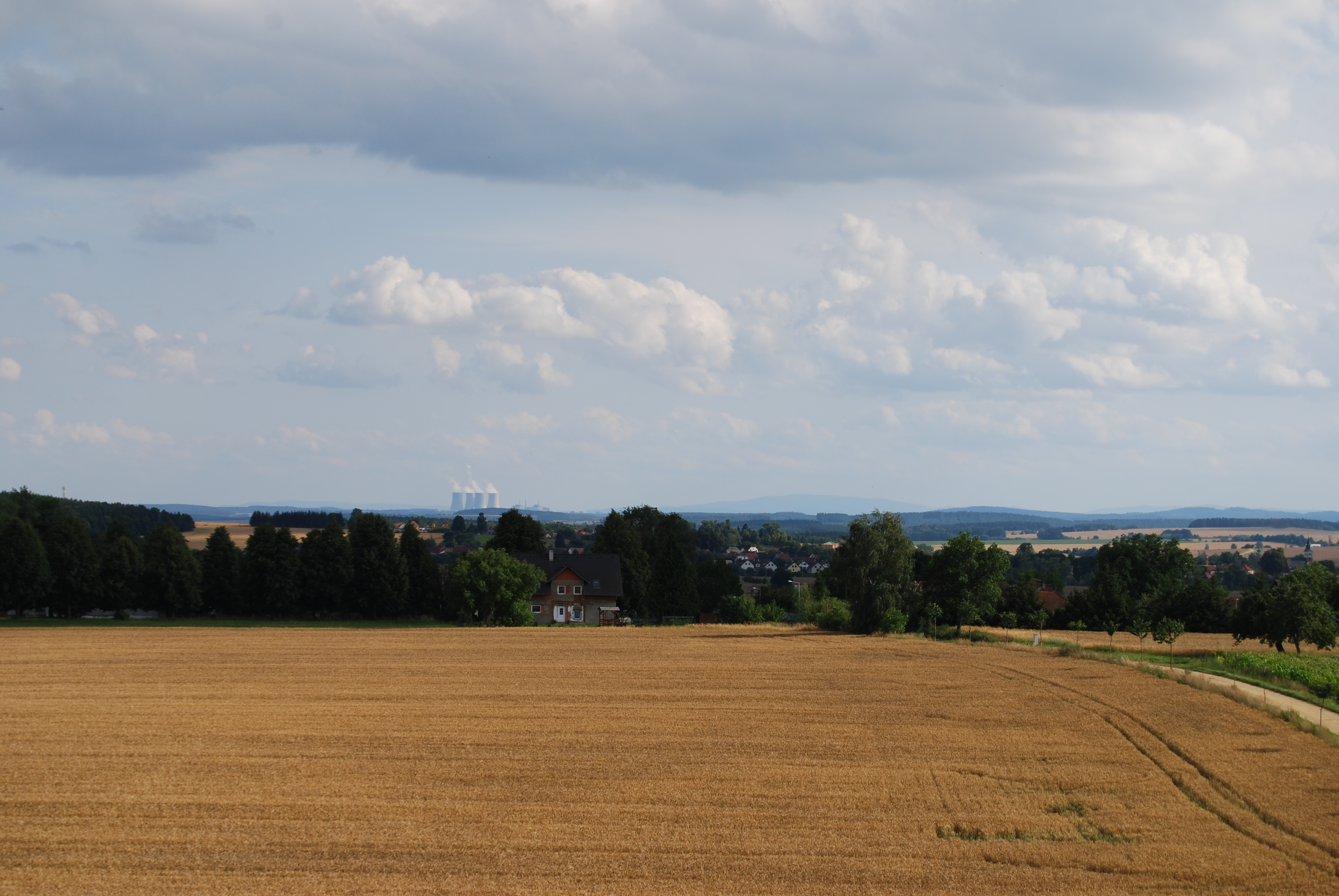
Panoramata
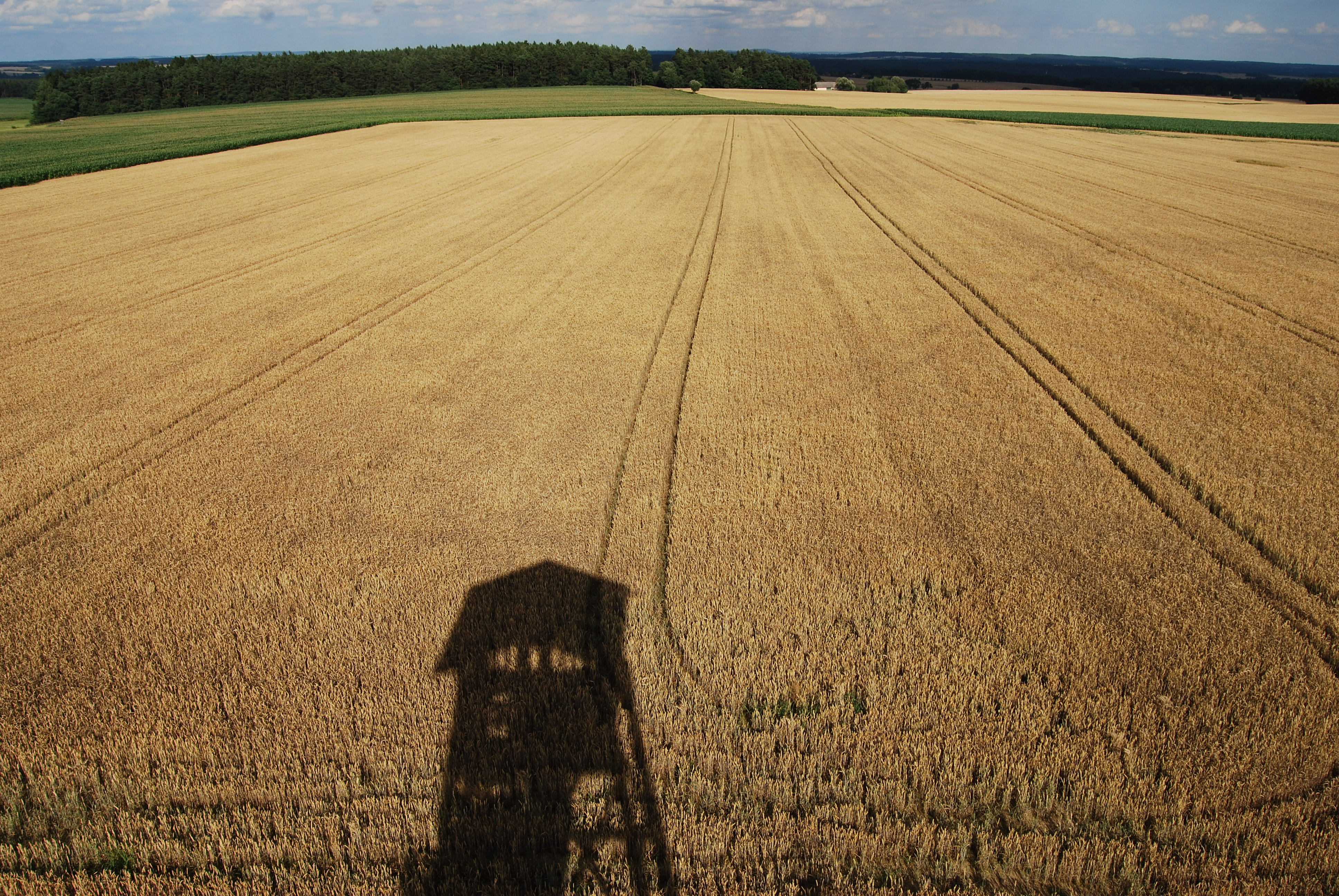
Rozhledna ve stínu
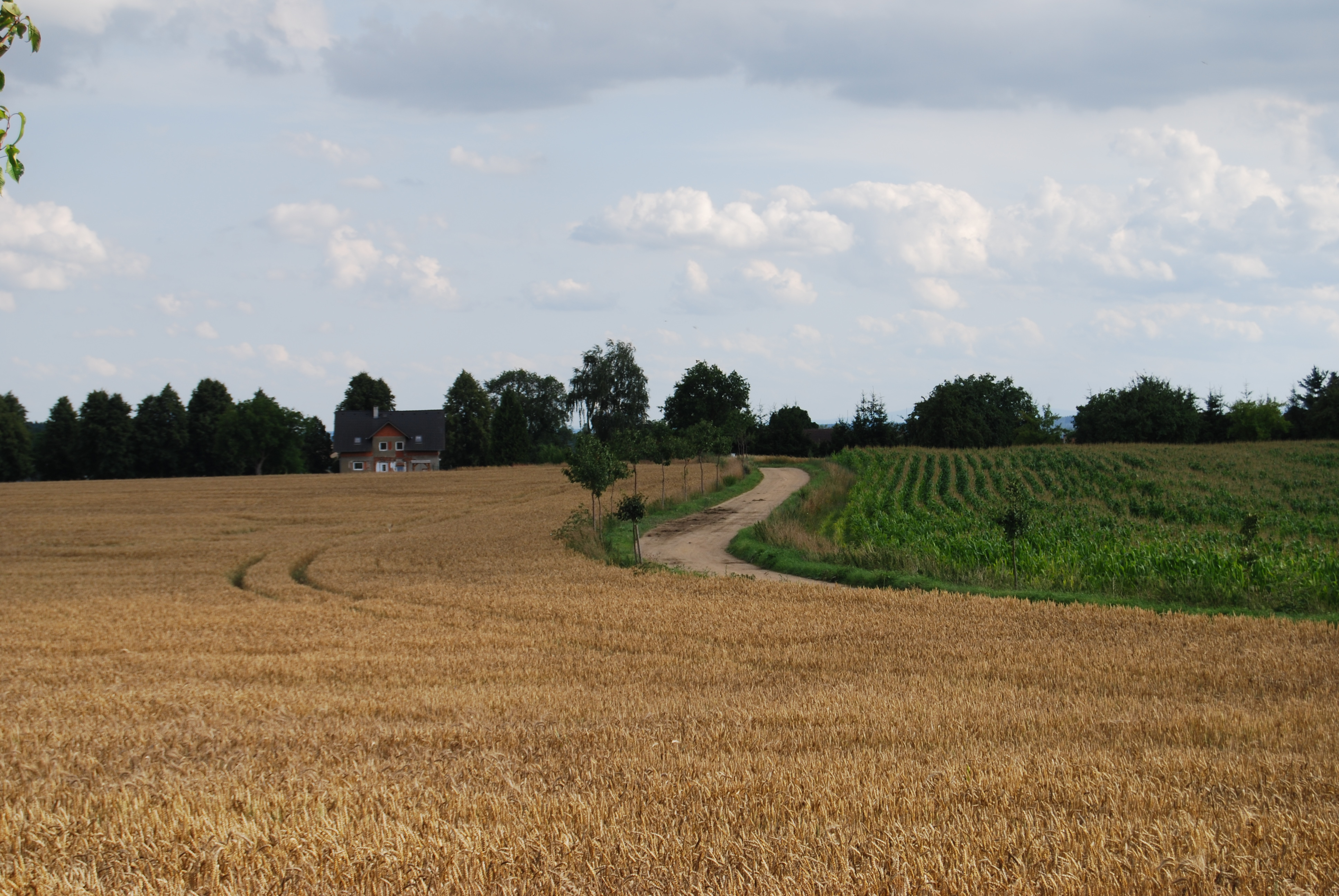
Cesta
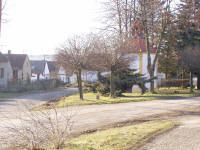
Náves